# Tiquadra ghesquierei
Tiquadra ghesquierei är en fjärilsart som beskrevs av László Anthony Gozmány. Tiquadra ghesquierei ingår i släktet Tiquadra och familjen äkta malar. Inga underarter finns listade i Catalogue of Life.